# Louis van den Bogert
Johannes Louis van den Bogert (ur. 14 lutego 1924 w Utrechcie, zm. 20 listopada 2002) – holenderski piłkarz grający na pozycji pomocnika. W swojej karierze rozegrał 3 mecze w reprezentacji Holandii.

## Kariera klubowa
Całą swoją karierę piłkarską van den Bogert spędził w klubie DOS Utrecht. Zadebiutował w nim w 1951 roku i grał w nim do końca sezonu 1962/1963. W sezonie 1957/1958 wywalczył z DOS Utrecht mistrzostwo Holandii, jedyne w historii tego klubu.

## Kariera reprezentacyjna
W reprezentacji Holandii van den Bogert zadebiutował 25 listopada 1951 roku w przegranym 6:7 towarzyskim meczu z Belgią, rozegranym w Rotterdamie. Od 1951 do 1953 roku rozegrał w kadrze narodowej 3 mecze.